# Stollhofen (Gemeinde Traismauer)
Stollhofen ist ein Stadtteil und eine Katastralgemeinde der Stadtgemeinde Traismauer im Bezirk Sankt Pölten-Land in Niederösterreich.

## Geografie
Stollhofen liegt, direkt angebaut, östlich von Traismauer. Zum Stadtteil zählen auch die Lagen Gasthaus an der Donau und die Rotte Nasenberg.

## Geschichte
Im Süden des Ortes wurde ein römisches Gräberfeld ergraben, das mit zahlreiche Gräber aus der Spätantike, darunter Urnen-, Steinkisten-, Steinplatten- und Ziegelplattengräbern versehen ist, aber auch einfache Erdbestattungen wurden festgestellt.
Laut Adressbuch von Österreich waren im Jahr 1938 in der Ortsgemeinde Stollhofen ein Altmetallhändler, eine Baumschule, ein Binder, ein Fischer, ein Fleischer, ein Gärtner, drei Gastwirte, drei Gemischtwarenhändler, eine Milchgenossenschaft, ein Schmied, ein Schneider und zwei Schneiderinnen, zwei Schuster und mehrere Landwirte ansässig. Weiters gab es beim Ort ein Elektrizitätswerk.

## Sehenswürdigkeiten
- Kath. Pfarrkirche hl. Martin, 1519 von den Türken zerstört und danach im gotischen Stil neu errichtet